# Vračević
Vračević (cyr. Врачевић) – wieś w Serbii, w okręgu kolubarskim, w gminie Lajkovac. W 2011 roku liczyła 873 mieszkańców.